# Bibliothèque de Celsus
La bibliothèque de Celsus est une bibliothèque publique de l'Antiquité romaine, située à Éphèse (près de l'actuelle ville de Selçuk, en Turquie). Ses vestiges ont été découverts lors de fouilles, en 1903.
La bibliothèque a été construite entre 117 et 125 par la famille du sénateur Tiberius Iulius Celsus Polemaeanus, consul suffect depuis l'an 92, nommé proconsul d'Asie en l'an 105 environ par l'empereur Trajan,. La durée de fonctionnement de la bibliothèque est inconnue. Le bâtiment a été intégré à un immeuble d'habitation au plus tard au IIIe ou au IVe siècle.
La bibliothèque de Celsus a été construite à une époque où il existait déjà de nombreuses bibliothèques publiques dans l'Empire romain. Ces établissements étaient souvent offerts par des personnages riches ou influents : ce fut le cas la bibliothèque de Celsus, également mausolée élevé en l'honneur de cet administrateur.
Certaines parties du bâtiment ont été découvertes de 1903 à 1904. La très spectaculaire reconstitution de la façade, menée entre 1970 et 1978, a fait connaître le monument bien au-delà du monde professionnel. Les informations sur l'équipement, l'organisation et l'histoire de la bibliothèque ne sont connues que par les inscriptions découvertes sur place.

## Histoire

### Construction et destruction
Construite à partir de 117, elle fut dédiée par Tiberius Iulius Aquila Polemaeanus, gouverneur de la ville, à son père Tiberius Iulius Celsus Polemaeanus (Τιβέριος Ιούλιος Κέλσος Πολεμαιανός), qui administrait la ville avant lui. Iulius Aquila, mort avant la fin des travaux, légua une somme de 25 000 deniers pour l'achat des livres. Ses héritiers achevèrent son œuvre. Abritant pas moins de 12 000 rouleaux conservés dans des placards en bois encastrés dans les murs, elle occupait le troisième rang des plus grandes bibliothèques du monde, derrière celles d'Alexandrie et Pergame.
La ville d'Éphèse subit plusieurs séismes et raz-de-marée, entre 115 et 263, dont le tremblement de terre de 115, qui dévaste tout le nord de l'ancienne Syrie, touchant aussi gravement Alexandrie en Égypte, et faillit emporter l'empereur Trajan.
Incendiée par les Goths en 263, elle est entièrement détruite avec tout ce qu'elle renferme. Devant la façade en ruines, les Éphésiens élevèrent une fontaine. La façade actuelle, haute de 16 mètres et large de 10 mètres, est le fruit de huit années de travaux d'anastylose. Entre 1970 et 1978, l'architecte Friedmund Hueber et l'archéologue Volker Michael Strocka travaillent presque exclusivement à sa réédification.

### Fouilles archéologiques
La fouille de l'ancienne place du marché, achevée en 1903, a permis de découvrir, entre autres, des parties assez importantes d'un bâtiment non identifié. Il s'agit de la bibliothèque de Celsus, qui est reconnue un peu plus tard, située directement à l'ouest du marché.

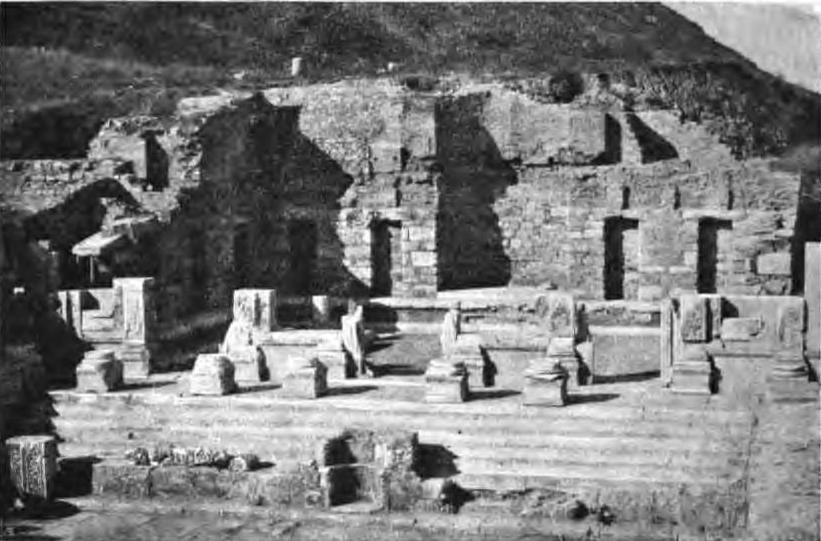
La bibliothèque de Celsus, après les fouilles achevées en 1905.

Les fouilles de la bibliothèque sont effectuées par des archéologues autrichiens à l'automne 1903 et 1904. Les recherches concernent d'abord des parties de la façade, le grand escalier, les dalles de l'ancien monument parthe et la partie avant de la bibliothèque elle-même. Le reste de la bibliothèque n'est découvert que lors de la deuxième campagne de fouilles, en 1904. Le directeur des fouilles est Rudolf Heberdey, qui publie des rapports préliminaires sur les résultats en 1904 et 1905,,. L'architecte Wilhelm Wilberg, qui participe aux fouilles, s'occupe ensuite de la restauration de la façade, importante pour la recherche sur l'architecture impériale, et a présenté ses résultats en 1908. Les sculptures et reliefs découverts n'ont été que partiellement publiés, notamment dans les rapports de fouilles et un catalogue publié en 1905 pour une exposition au Belvédère de Vienne.
Une deuxième phase de fouilles, menées à nouveau par des archéologues autrichiens, commence en 1926 sous la direction de Josef Keil. Le premier rapport sur la découverte d'un sarcophage suit en 1930. Après d'autres recherches au cours de nouvelles campagnes, la publication complète sur les résultats des fouilles de la bibliothèque est finalement publiée en 1944.
L'un des points controversés de l'interprétation archéologique est la fonction des couloirs étroits qui entourent la salle de la bibliothèque. Ils sont généralement considérés comme une protection contre l'humidité du mur extérieur, mais il y a d'autres opinions, selon lesquelles les couloirs auraient été des espaces pour l'évacuation de l'eau entre la bibliothèque et les bâtiments voisins,.

## Nom du monument

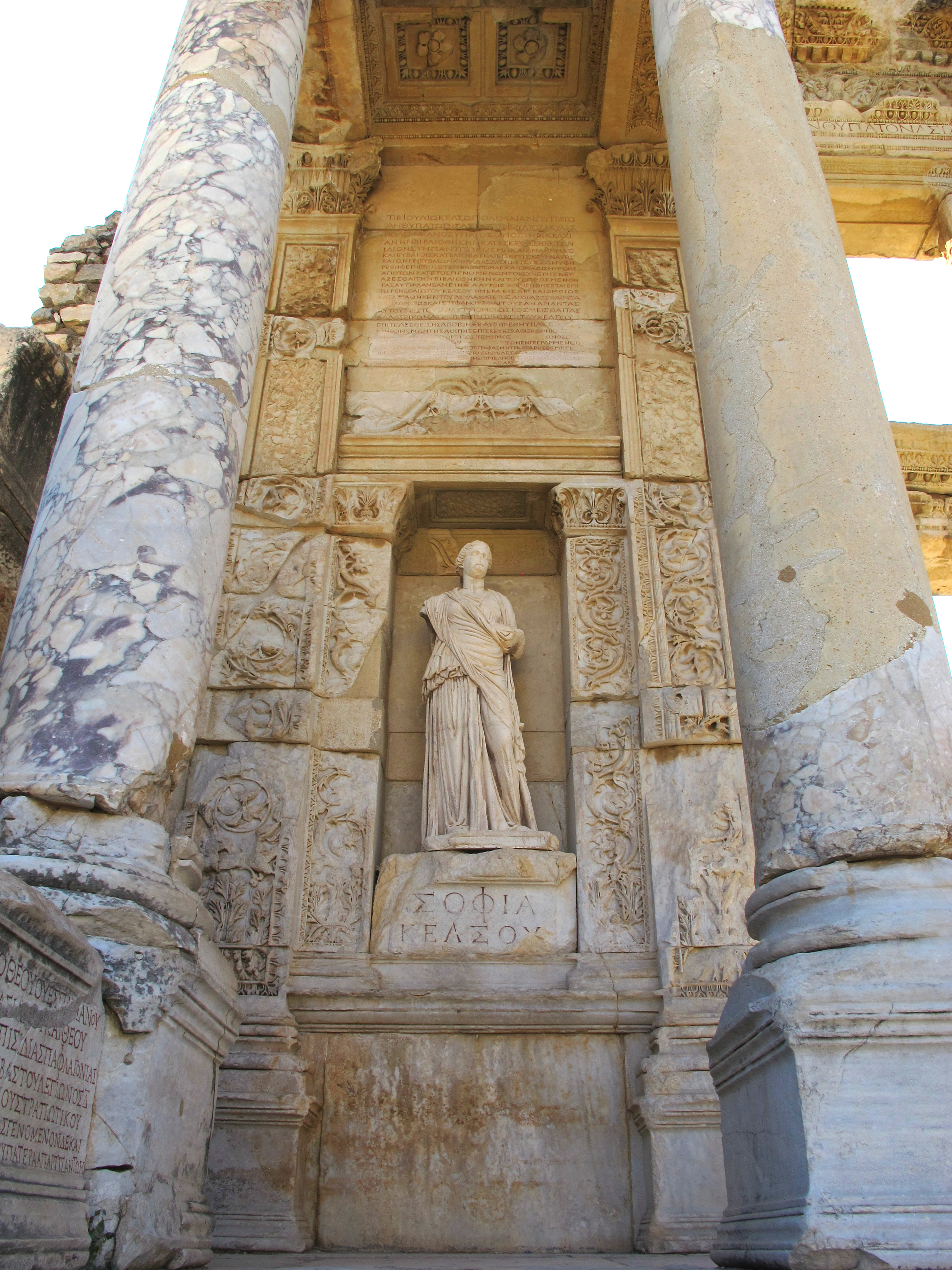
Des inscriptions sont visibles sous la statue, au-dessus de la statue, et en bas à gauche.

Il n'existe pas de sources littéraires pour la bibliothèque de Celsus. La tradition écrite se limite aux inscriptions dans la pierre qui étaient attachées à la bibliothèque et retrouvées plus tard à proximité. L'une des inscriptions fait référence au bâtiment comme étant la « bibliothèque de Celsus ». Cette inscription est visible sur une architrave du sous-sol. Sur la façade, au-dessus de la statue de Sophia (la Sagesse), une autre inscription, plus longue, fait état de la fondation du monument. D'autres inscriptions, certaines détaillées, en latin et en grec ancien, se trouvaient ailleurs sur la façade, à l'arrière, de part et d'autre de l'escalier.

## Description

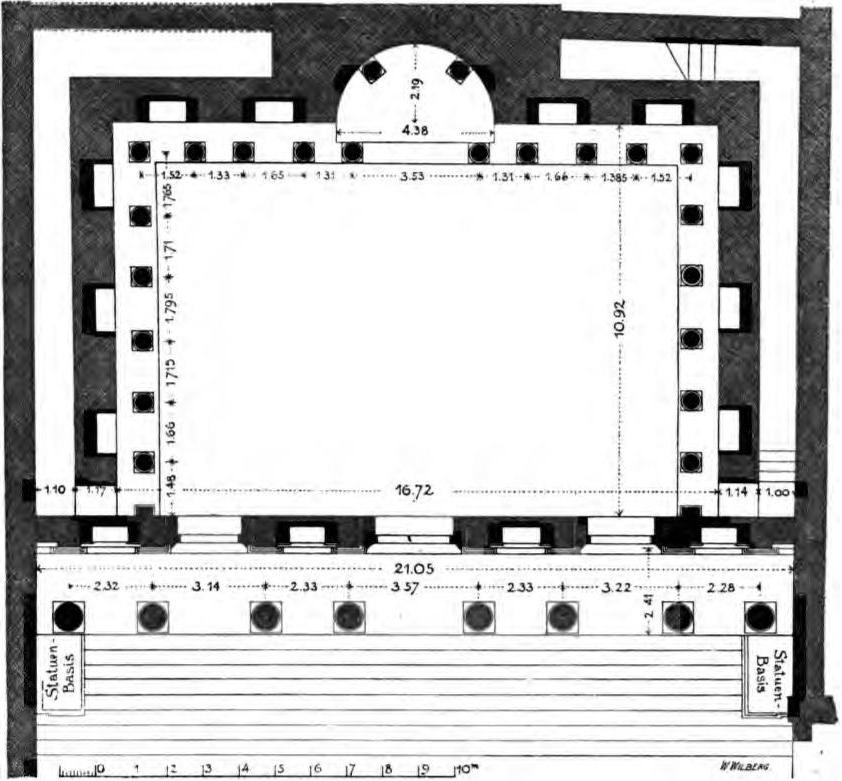
Plan de la bibliothèque de Celsus

D'une hauteur de 16 mètres, la façade monumentale de la bibliothèque, anastylosée et restaurée, comprend deux niveaux. Le niveau inférieur repose sur un podium légèrement courbe d'une longueur de 21 mètres, précédé de neuf marches. Il est composé de colonnes corinthiennes doubles qui précédent les trois portes du bâtiment. Celle du centre est plus haute et plus large que les  portes latérales. Les quatre niches qui encadrent les portes abritent des copies de statues aujourd'hui conservées au Kunsthistorisches Museum de Vienne, Autriche. Les inscriptions sur les socles — la Sagesse (sophia), la Science (épistèmè), la Raison (ennoia) et la Vertu (arétè) — identifient les figures qui témoignaient des qualités attribuées à Celsus. Les colonnes du deuxième niveau, identiques à celles du bas, mais de taille réduite, supportaient des frontons alternativement triangulaires et semi-circulaires qui surmontaient chacun une fenêtre.

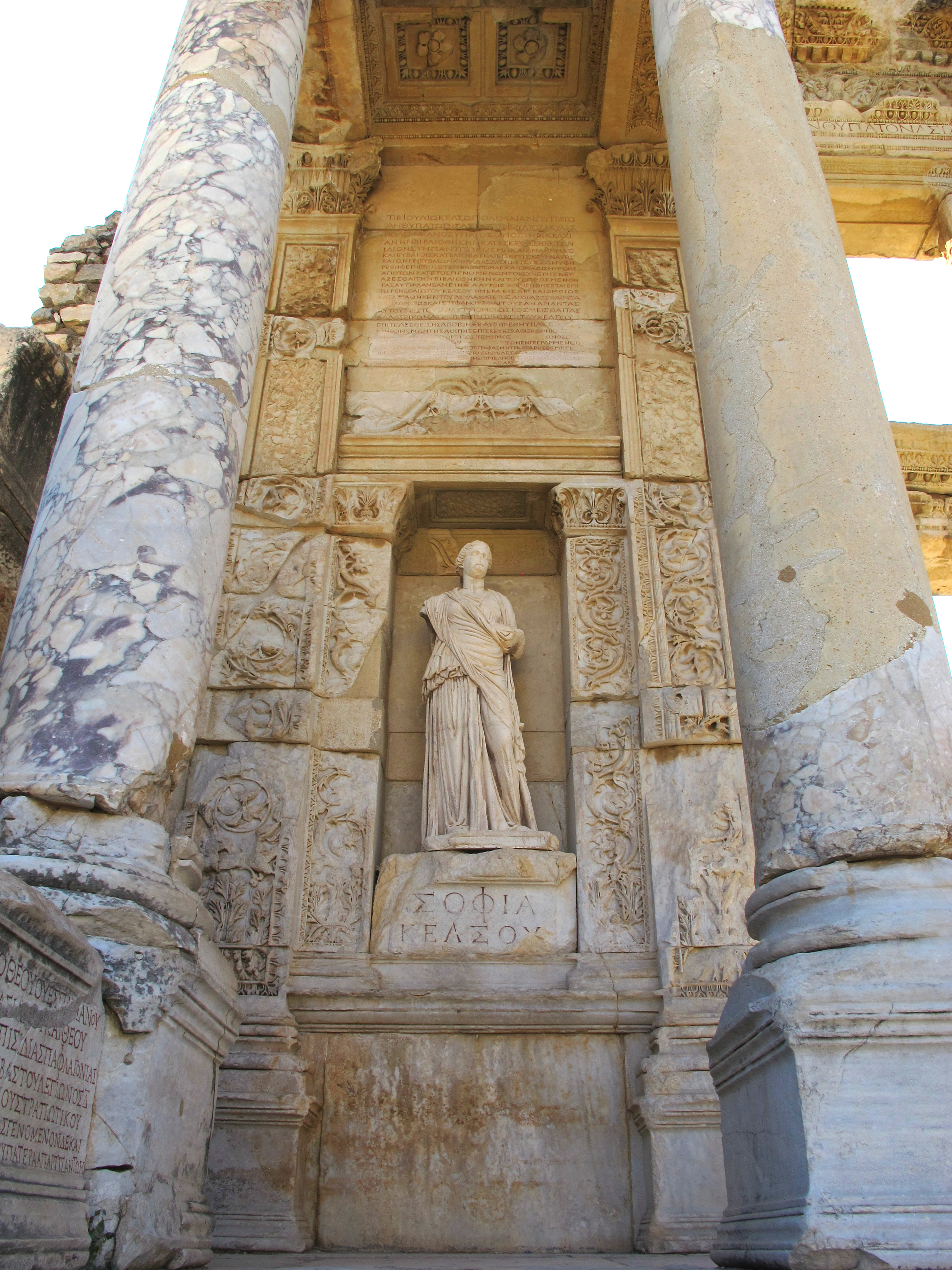
Copie de la statue de la Sagesse, in situ.
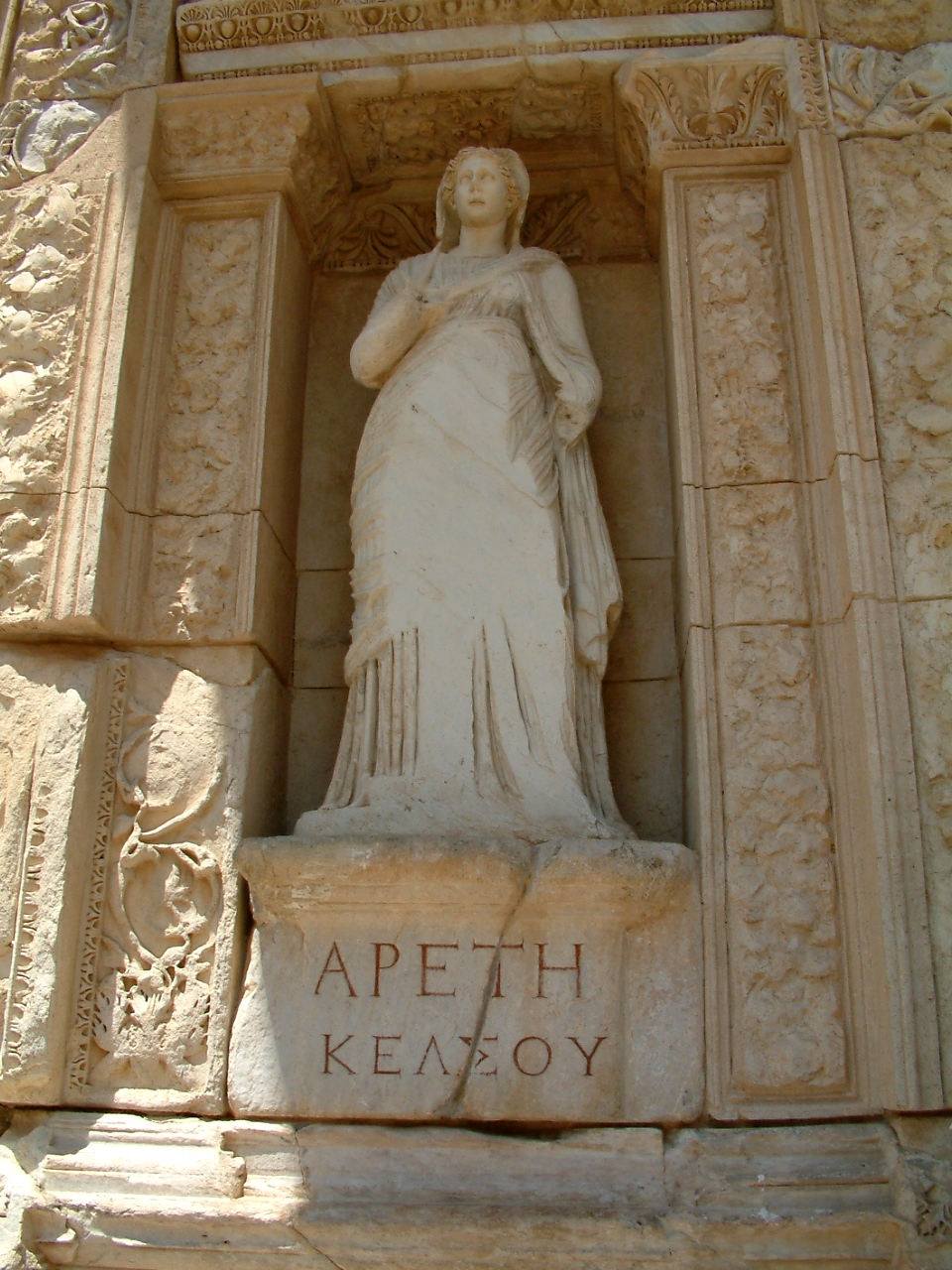
Copie de la statue de la Vertu (ἀρετή / arété), in situ.
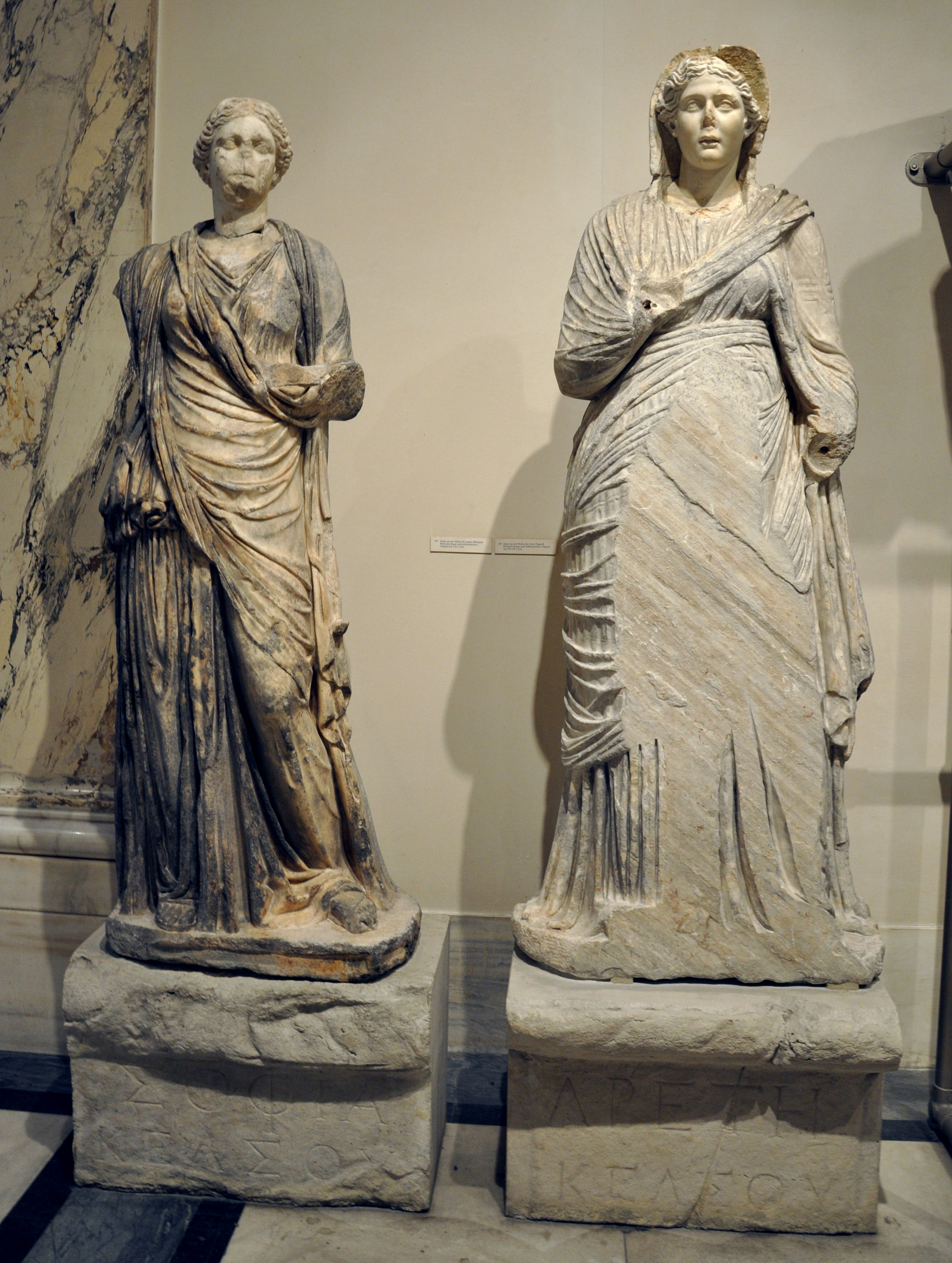
Sophia, Arété, originaux à Vienne.
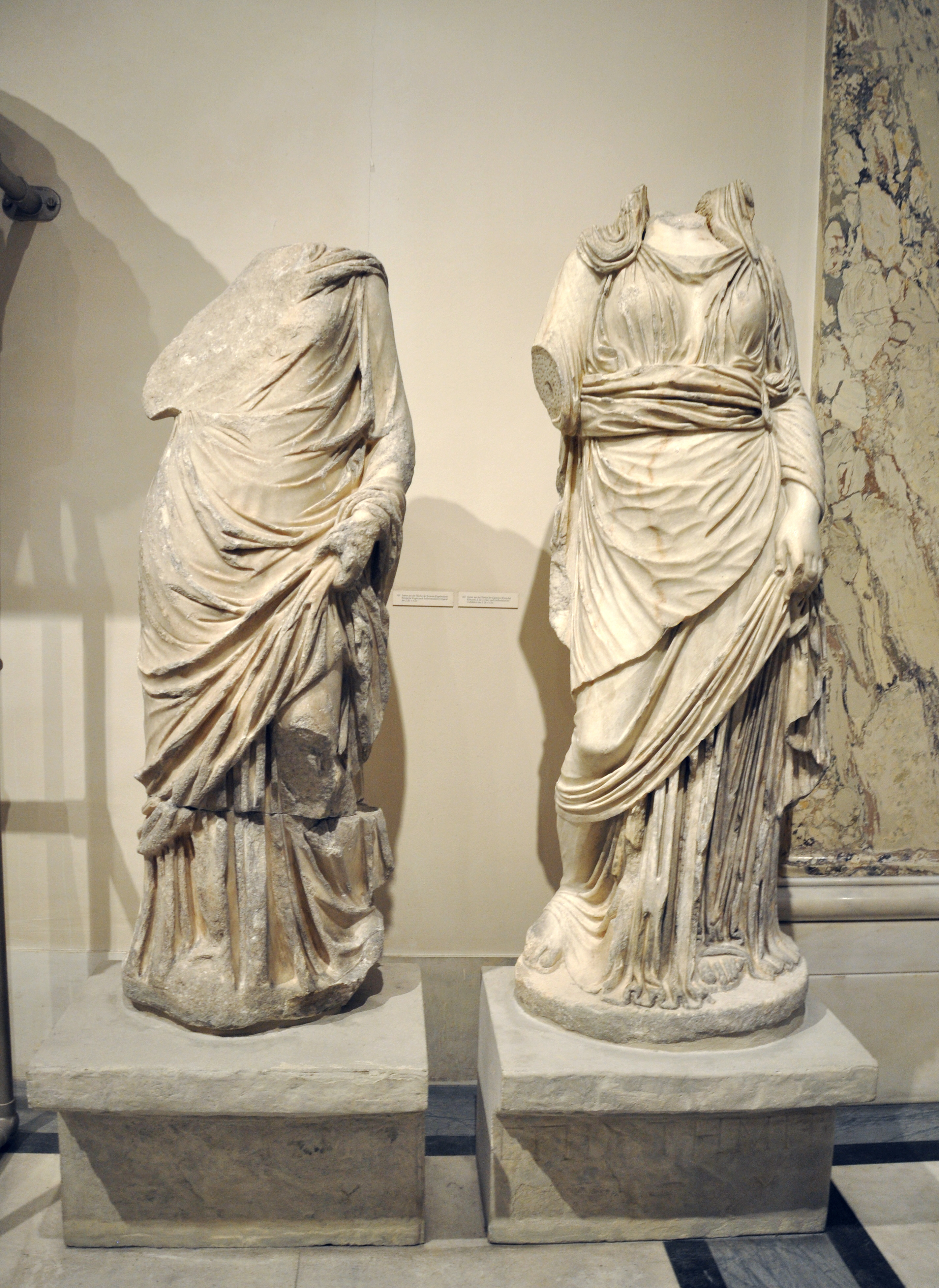
Ennoia, Épistèmè, originaux à Vienne.

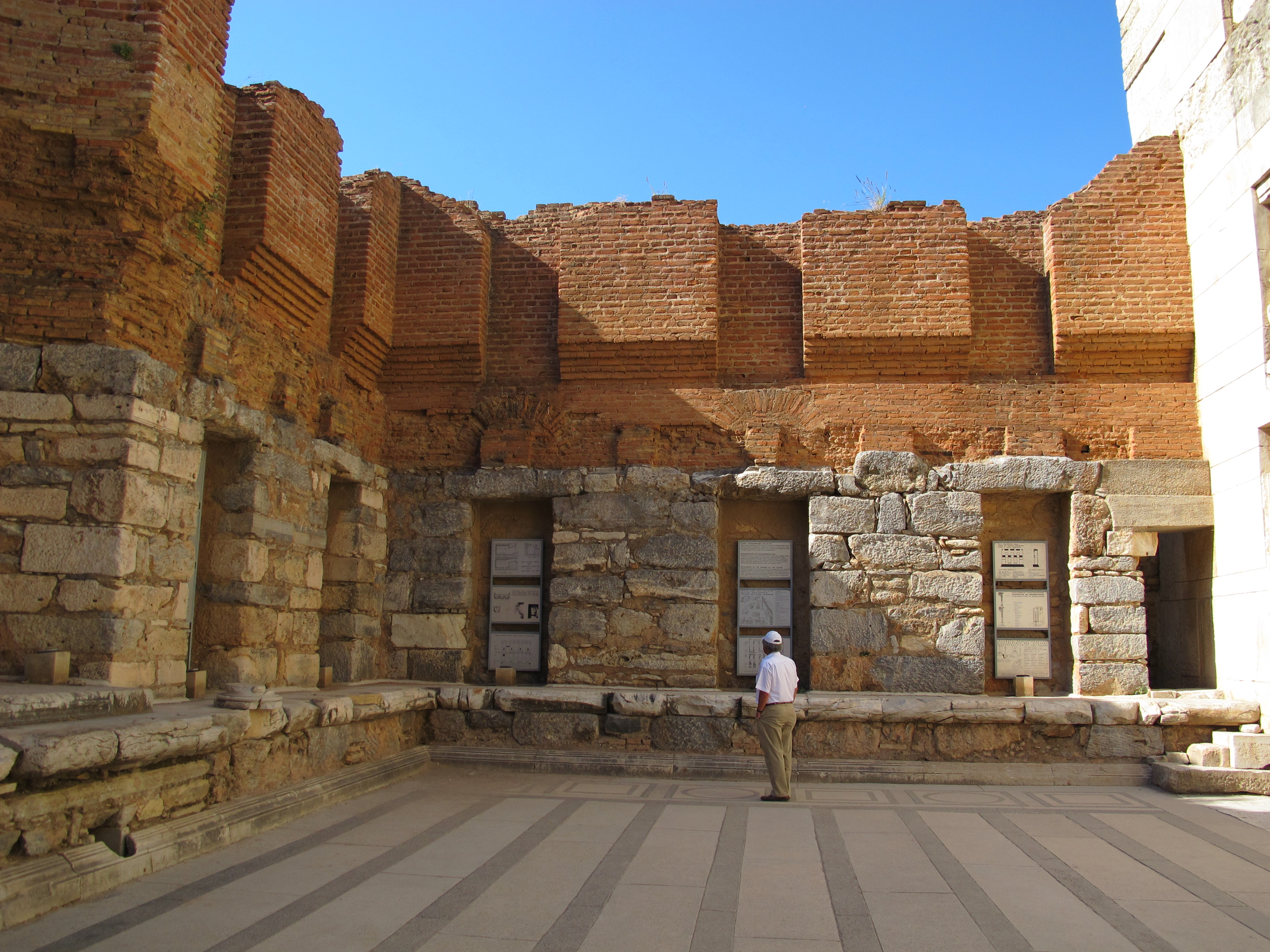
Grande salle de lecture de la bibliothèque de Celsus

Les parois de la grande salle de lecture de la bibliothèque (10,92 m × 16,72 m) étaient recouvertes de marbres décoratifs. L'abside du mur occidental, au-dessus de la tombe de Celsus, abritait sans doute la statue de Celsus ou de son fils, retrouvée lors des fouilles et exposée aujourd'hui au musée archéologique d'Istanbul. Les rouleaux manuscrits étaient rangés dans des niches identiques à celles qui apparaissent dans la partie supérieure des murs. Un deuxième rang de niches, au niveau supérieur de la salle, était accessible par une galerie de bois. La salle pouvait ainsi contenir 12 000 rouleaux. Un vide sanitaire destiné à les protéger de l'humidité était creusé derrière les niches.
L'intérieur de la bibliothèque a été la proie d'un incendie lors de l'invasion des Goths en 262, tandis que la façade ne subit pratiquement aucun dégât. Elle fut restaurée au Ve siècle, en même temps qu'un certain nombre d'autres bâtiments d’Éphèse, et dotée d'une petite fontaine placée à proximité des escaliers d'accès au podium de la façade, ornée de reliefs provenant du monument érigé en souvenir de la guerre contre les Parthes. Un séisme a détruit l'ensemble au Xe siècle.

#### Généralités
- Volker Michael Strocka: Römische Bibliotheken. In: Gymnasium 88, 1981, S. 298–329, hier: S. 322–329 (Digitalisat).
- Peter Scherrer (Hrsg.): Ephesos. Der neue Führer. Österreichisches Archäologisches Institut, Wien 1995,  (ISBN 3-900305-19-6), S. 132–135.
- Wolfram Hoepfner: Die Celsus-Bibliothek in Ephesos. Eine kaiserzeitliche Bibliothek mit zentralem Lesesaal. In: Wolfram Hoepfner (Hrsg.): Antike Bibliotheken. Zabern, Mainz 2002,  (ISBN 3-8053-2846-X), S. 123–126.
- Volker Michael Strocka: The Celsus library in Ephesus. In: Ancient libraries in Anatolia. Middle East Technical University, Ankara 2003,  (ISBN 975-8070-64-9), S. 33–43.

#### Publication de fouilles
- Wilhelm Wilberg u. a.: Die Bibliothek (= Forschungen in Ephesos Bd. 5, 1). Österreichisches Archäologisches Institut, Wien 1944, 2. unveränderte Auflage 1953.

#### Inscriptions
- Josef Keil: Die Inschriften. In: Wilhelm Wilberg u. a.: Die Bibliothek (= Forschungen in Ephesos Bd. 5, 1). Wien 1944, S. 81–84, hier: S. 61–80.
- Jenö Platthy: Sources on the Earliest Greek Libraries with the Testimonia. Hakkert, Amsterdam 1968, S. 154–157.

#### Études particulières
- Wilhelm Wilberg: Die Fassade der Bibliothek in Ephesus. In: Jahreshefte des Österreichischen Archäologischen Instituts 11, 1908, S. 118–135 (Digitalisat).
- Friedmund Hueber, Volker Michael Strocka: Die Bibliothek des Celsus. Eine Prachtfassade in Ephesos und das Problem ihrer Wiederaufrichtung. In: Antike Welt, Band 6, Heft 4, 1975, S. 3–14 (Digitalisat).
- Volker Michael Strocka: Zur Datierung der Celsus-Bibliothek. In: Proceedings of the Xth International Congress of Classical Archaeology. Türk Tarih Kurumu Basimevi, Ankara 1978, Bd. 2, S. 893–899 (Digitalisat).
- Friedmund Hueber: Bericht über die Wiederaufrichtungsarbeiten an der Celsusbibliothek und über die bisherigen Ergebnisse der Untersuchung der Bausubstanz. In: Proceeding of the Xth International Congress of Classical Archaeology. Türk Tarih Kurumu, Ankara, Bd. 2, S. 979–985.
- Burkhard Fehr: Archäologen, Techniker, Industrielle. Betrachtungen zur Wiederaufstellung der Bibliothek des Celsus in Ephesos. In: Hephaistos 3, 1981, S. 107–125.
- Friedmund Hueber: Beobachtungen zur Kurvatur und Scheinperspektive an der Celsusbibliothek und anderen kaiserzeitlichen Bauten. In: Bauplanung und Bautheorie der Antike. Bericht über ein Kolloquium in Berlin vom 16.11.–18.11.1983. Wasmuth, Berlin 1984 (= Diskussionen zur antiken Bauforschung Bd. 4), S. 175–200.